# Diadasia megamorpha
Diadasia megamorpha är en biart som beskrevs av Cockerell 1898. Diadasia megamorpha ingår i släktet Diadasia och familjen långtungebin. Inga underarter finns listade i Catalogue of Life.